# 长木医学区

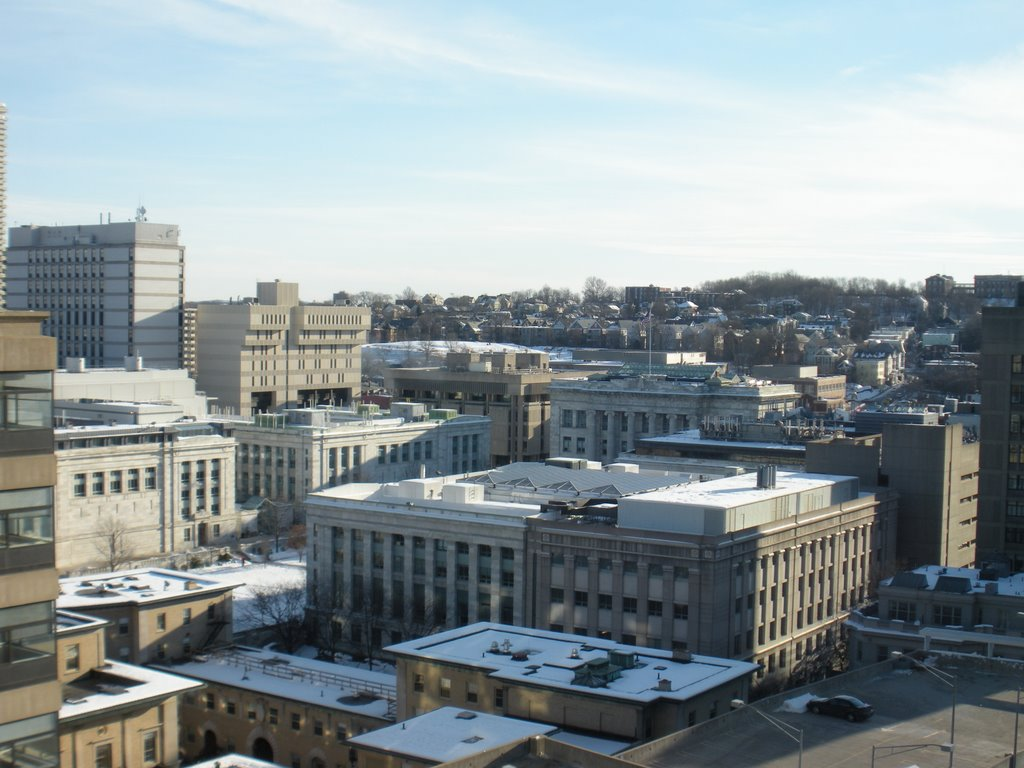
遠眺长木医学区

长木医学区（Longwood Medical and Academic Area或Longwood Medical Area，LMA，Longwood）位于美国马萨诸塞州波士顿，高度密集的分布着医院、医学院和生物医学研究中心。 该地区的主要机构组建了“医学学术与科学界组织”（MASCO），为该地区提供以交通为主的各类服务，MASCO于2022年更名为“长木集合”（Longwood Collective）。
该地区包括以下医院和学校：

## 医院
- 贝斯以色列女执事医疗中心
- 布莱根妇女医院
- 波士顿儿童医院
- Dana-Farber 癌症研究所
- Joslin 糖尿病中心

## 学校
- 哈佛医学院
- 哈佛牙科学院
- 哈佛公共卫生学院
- 麻省美术学院
- 麻省药科与健康科学大学
- 西蒙斯学院
- 溫特沃斯理工學院